# Elemental (álbum de Loreena McKennitt)
Elemental é o álbum de estreia da cantora e compositora canadense Loreena McKennitt, lançado em 1985.  A canção Stolen Child é inspirada no poema homônimo de William Butler Yeats, enquanto Lullaby cita uma obra de William Blake. 
| Críticas profissionais                                                      | Críticas profissionais |
| Avaliações da crítica                                                       | Avaliações da crítica  |
| Fonte                                                                       | Avaliação              |
| --------------------------------------------------------------------------- | ---------------------- |
| Allmusic                                                                    | [ 2 ]                  |
| Esta tabela precisa de ser acompanhada por texto em prosa. Consulte o guia. |                        |

## Faixas
1. "Blacksmith" (Traditional/Loreena McKennitt)– 3:20
2. "She Moved Through the Fair" (Traditional/Loreena McKennitt)– 4:05
3. "The Stolen Child" (William Butler Yeats/Loreena McKennitt) – 5:05
4. "The Lark in the Clear Air" (Traditional/Loreena McKennitt) – 2:06
5. "Carrickfergus" (Traditional/Loreena McKennitt) – 3:24
6. "Kellswater" (Traditional/Loreena McKennitt) – 5:19
7. "Banks of Claudy" (Traditional/Loreena McKennitt) – 5:37
8. "Come by the Hills" (Traditional/Loreena McKennitt) – 3:05
9. "Lullaby" (William Blake/Loreena McKennit) - 4:26